# Muktar Edris
Muktar Edris (en amárico: ሙክታር እድሪስ, Silt'e, 14 de enero de 1994) es un deportista etíope que compite en atletismo, especialista en las carreras de fondo.
Ganó dos medallas de oro en el Campeonato Mundial de Atletismo, en los años 2017 y 2019, ambas en la prueba de 5000 m.
En la modalidad de campo a través, obtuvo dos medallas en el Campeonato Mundial de Campo a Través de 2015, oro en la prueba por equipo y plata individual.

## Palmarés internacional
| Campeonato Mundial | Campeonato Mundial    | Campeonato Mundial | Campeonato Mundial |
| Año                | Lugar                 | Medalla            | Prueba             |
| ------------------ | --------------------- | ------------------ | ------------------ |
| 2017               | Londres (Reino Unido) | Medalla de oro     | 5000 m             |
| 2019               | Doha (Catar)          | Medalla de oro     | 5000 m             |

| Campeonato Mundial | Campeonato Mundial | Campeonato Mundial | Campeonato Mundial |
| Año                | Lugar              | Medalla            | Prueba             |
| ------------------ | ------------------ | ------------------ | ------------------ |
| 2015               | Guiyang (China)    | Medalla de oro     | Equipo             |
| 2015               | Guiyang (China)    | Medalla de bronce  | Individual         |